# Gianni Manera
Gianni Manera (Asmara, 18 febbraio 1940 – Colleferro, 10 giugno 2013) è stato un attore e regista italiano.

## Biografia
Attivo soprattutto negli anni sessanta e settanta, fratello maggiore del pittore e attore Enrico Manera, era il padre della cantante e attrice Alma Manera, nata dal matrimonio con Maria Pia Liotta. Oltre al suo mestiere di attore, ha girato anche tre film come regista, soggettista e sceneggiatore, più un quarto (Tragedia a New York) mai completato per problemi produttivi. In alcune pellicole è accreditato come John Manera.
È morto nel giugno del 2013 in seguito a malattia.

## Filmografia parziale

### Regista
- La lunga ombra del lupo (1971)
- Ordine firmato in bianco (1974)
- Cappotto di legno (1981)

### Attore

#### Cinema
- Simpatico mascalzone, regia di Mario Amendola (1959)
- Due marines e un generale, regia di Luigi Scattini (1965)
- A.D3 operazione squalo bianco, regia di Filippo Walter Ratti (1965)
- 7 dollari sul rosso, regia di Alberto Cardone (1966)
- Crisantemi per un branco di carogne, regia di Sergio Pastore (1968)
- La mano nera, regia di Antonio Racioppi (1973)

#### Televisione
- La donna di fiori, regia di Anton Giulio Majano - miniserie TV, 6 puntate (1965)
- Vita di Dante, regia di Vittorio Cottafavi - miniserie TV, 1 puntata (1965)